# Es Masdeu
Es Masdeu és una possessió del terme de Llucmajor, Mallorca.
Aquesta possessió està situada entre el torrent d'Alfàbia i les possessions de Sa Guitarreta i sa talaia d'en Vedell. Fou el rafal islàmic Sarracenisse Moisse i està documentat el 1291. Durant el segle xiii, fou denominat també Rafal del Masdéu i Rafal Benifici. El 1426 pertanyia a Antoni Vicenç. Durant la segona meitat del segle xv passà a la família Puig. El 1495 era de Vicenç Puig i confrontava amb es Llobets, ses Sitjoles, sa Vinyola i sa Talaia. El 1702 era de Joan Aulet. Es dedicava al conreu de cereals, de vinya i a la ramaderia ovina. El 1993 tenia 408 quarterades. Té cases.